# Fensalir

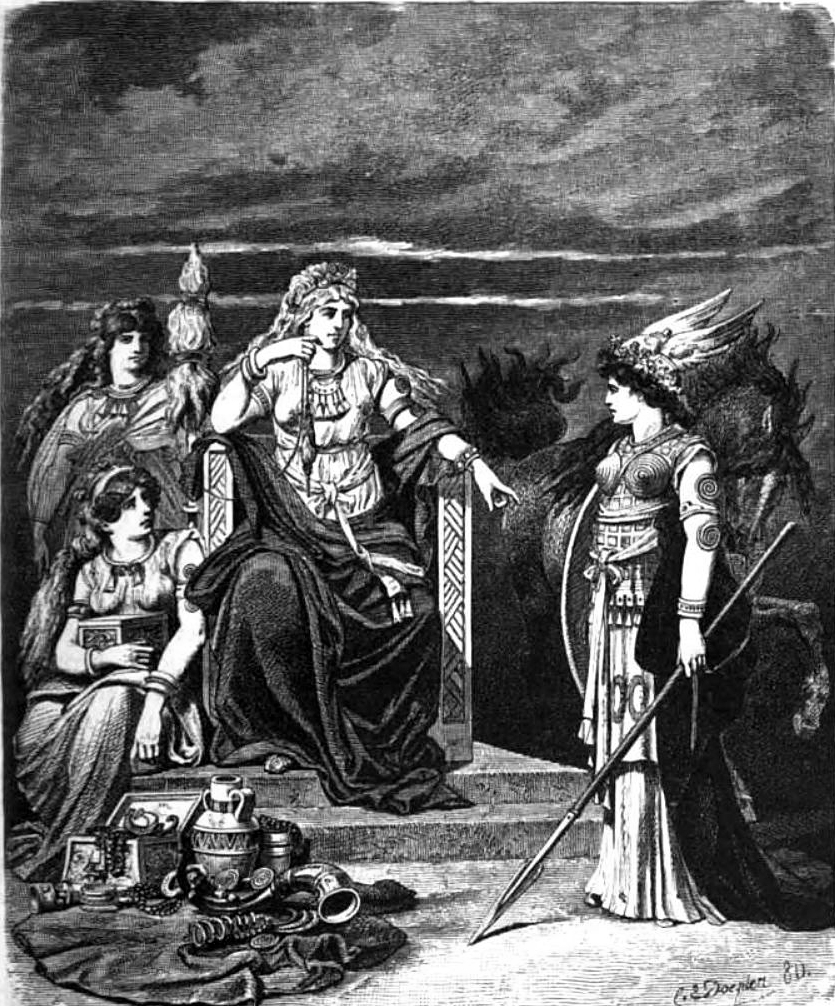
Frigg y sus sirvientes. Frigg y sus sirvientes. La de la derecha es presumiblemente Gná, a quien Frigg envía a hacer recados. Detrás de ella se encuentra presumiblemente su caballo, Hófvarpnir. La que está sentada al lado de Frigg debe ser Fulla, que protege el eski (caja) de Frigg. La varita que está al lado de Frigg parece ser similar a la que lleva en Image

En la mitología nórdica Fensalir (del nórdico antiguo: cascada, en otras ocasiones, traducido como pantano) es el palacio donde reside la diosa Frigg. Es mencionado entre las residencias de los dioses en Gylfaginning en la Edda prosaica y es descrito como la morada más espléndida.